# Q.I
«Q.I» (на английском языке: «IQ») — второй сингл Милен Фармер из её шестого студийного альбома «Avant que l’ombre…». Был выпущен 4 июля 2005 года. Как и во всех остальных треках альбома, текст песни был написан Милен Фармер, а музыка — Лораном Бутонна. Основной смысл песни — привлечение внимания своего партнёра. В тексте песни присутствуют слова «сексуального характера». Музыкальный клип был снят Бенуа Лестаном (Benoît Lestang) в Будапеште. Главными действующими лицами в клипе являются Рафаэль Амарго (Rafael Amargo) и Милен Фармер. В клипе они показаны в эротических сценах, в спальне. Однако видео не было хорошо принято. Песня пробилась в первую десятку хитов во Франции и Бельгии (Валлония).

## Издание
После выпуска альбома многие фанаты хотели, чтобы песня «Q.I» была выпущена в качестве сингла, рассматривая его в качестве потенциального хита. Песня прозвучала в первый раз на NRJ 13 мая в короткой версии, без второго куплета. Первый ремикс был записан 15 июня Крисом Коксом (Chris Cox), чтобы завоевать признание публики на радио NRJ. Песня звучала на радио и последовали два продолжительных ремикса Криса Кокса, который также сделал ремикс на другой хит — «Désenchantée» в 2003 году в альбоме RemixeS, затем «Peut-être toi», предназначенный для танцпола. Два других ремикса были подготовлены и транслировались: техно ремикс с медленным ритмом, «CQFD R.club» от Syd, который уже делал ремикс на «Libertine» и «Fuck Them All» в 2003 и 2005 годах соответственно, а электронные и медленный ремикс «rodin’s extended club mix» сделали Liquid Twins, которые также приняли участие в ремиксе на песню «L’Amour n’est rien…». Сингл был выпущен в трёх форматах — CD single, CD maxi, 7" maxi — 4 июня, через два месяца после его первого эфира на радио. Существовала ошибка при печати на виниловых макси пластинках: часть ремикса была выгравирована с обеих сторон вместе с другими песнями Милен Фармер.

## Стихи и музыка
«Q.I» затрагивает сексуальную тему, делая вид, что на самом деле про интеллект (IQ). В текстах Милен говорит, что она соблазнила IQ своего возлюбленного — «Q.I» по-французски — и это акроним становится поводом для многих сомнительных каламбуров, puns, некоторые из них похожи на те, что в песне «Con c’est con ces conséquences», написанный Сержом Генсбургом (Serge Gainsbourg) для Джейн Биркин (Jane Birkin). Припев «призывает к ласкам и занятию секом». Текст песни смешывает секс и интеллект, говоря о том, что женщинам нравится «физическая» любовь. В результате французская газета Ouest-France считает «Q.I» «вызывающе эротической» песней. Французский автор Эрван Жюбер заявил, что "Текст песни восхитительный, порочный, а мелодия, как тонизирующее средство или тренировки в тренажерном зале «Véronique and Davina» " По данным французского писателя Жюльена Рижаля (Julien Rigal), Фармер удивительна, в текстах, как будто это было в первый раз, что она пробуждает сексуальность так смело, с помощью знакомых слов, таких как «culs» и «cons»;., он сказал, что песня « не ода сексуальности, а интеллектуальному удовольствию».

## Музыкальный клип
Видеоклип снимался в Будапеште, Венгрии, Бенуа Лестаном (Benoît Lestang), специалистом, который работал над «Giorgino» в 1993 году, и был сценаристом в нескольких французских фильмах, таких как La Cité des enfants perdus, Le Hussard sur le toit, Le Pacte des loups, и Арсен Люпен. Он также создал куклу показаную в клипе «Sans contrefaçon». Очень простой сценарий был написан Милен Фармер. Рафаэль Амарго использовал псевдоним Хесус Рафаэль Гарсия Эрнандес (Jesus Rafael Garcia Hernandez), испанский танцовщик и хореограф родился в 1975 году, который появляется в клипе.
Клип начинается с показа Милен Фармер, изображённую на гигантском экране, который закреплён на построенном здании, в городе идёт дождь. В то же время, мужчина в своей квартире смотрит на экран и касается его через намокшее окно. Тогда Милен, улыбаясь, носит в его квартире ажурные чулки, туфли на шпильках, и сидит на кожаном кресле. Она смотрит на мужчину, который читает книгу возле неё. Своими каблуками, она начинает снимать рубашку с мужчины и оголяет его торс. За синей панелью, где видны их тени, они начинают танцевать. Затем, сидя на кровати в библиотеке, Фармер обхватывает мужчину и занимается с ним сексом. Она проводит руками вдоль его спины и прячет их под кожу. Тени танцующих пересекаются до самого конца видеоклипа. В конце песни экран гаснет. Затем идут титры, где Милен благодарит Бенуа ди Сабато (Benoît di Sabato), своего спутника.
Премьера на телевидении состоялась 29 июня 2005 года. Журналист Каролин Би (Caroline Bee) считает, что «в этом видео можно заметить влияние Дэвида Кроненберга в работе Бенуа Лестана» и считает, что постановка напоминает «Libertine» во время тура 1996 года, когда Фармер пела сидя в кресле. Тем не менее, видео посчитали разочаровывающим многих поклонников певицы и в целом он получил негативные отзывы, обвиняя его в излишней простоте. Эрван Жюбер (Erwan Chuberre) сказал: «Здесь нет ничего такого…, что даст повод зрителям скучать». Психолог Хью Ройер заявил, что у певицы в этом видео слишком «гладкий» вид, отмечая что её «волосы аккуратно скручены и уложены» и её «сложный макияж», который должен был «пострадать в видео», то есть показывает пару в их повседневной жизни.

## Продвижение и живое исполнение
Песня никогда не исполнялась на телевидении; однако в июле 2005 года сингл был показан на телевидении с тремя 15 — 30 секундными рекламными роликами, показывающие отрывки из клипа, хотя один из роликов был подвергнут цензуре. Согласно описанию на своём сайте в 2006 году посвящённому концерту в Берси, Фармер сняла большую чёрную шляпу, когда она пела на сцене «Q.I» и исполнила новый танец с подтанцовкой. Она попросила аудиторию поднять руки в воздух и петь вместе с ней последний бэк-вокал.